# Cryptochloa decumbens
Cryptochloa decumbens là một loài thực vật có hoa trong họ Hòa thảo. Loài này được Soderstr. & Zuloaga mô tả khoa học đầu tiên năm 1985.